# Troy, Idaho
Troy är en ort i Latah County i delstaten Idaho, USA.